# Шарль, Жан
Яо Жан Шарль Оливье (фр. Yao Jean Charles Olivier; род. 30 декабря 2000, Гран-Басам, Комоэ) — ивуарийский футболист, нападающий клуба БАТЭ.

## Карьера

### «СКА-Хабаровск»
Воспитанник ивуарийской футбольной академии «Реал Африка». Первыми профессиональными клубами футболиста были буркинийские «Салитас», «Рахимо», «Уагадугу» и «Каскадес». В 2019 году проходил просмотр в бельгийском «Брюгге». В сентябре 2022 года на правах свободного агента присоединился к российскому клубу «СКА-Хабаровск», с которым подписал трёхлетний контракт. Дебютировал за клуб футболист 11 сентября 2022 года в матче против «Уфы», выйдя на замену в начале второго тайма. Дебютным забитым голом за клуб отличился 18 сентября 2022 года в матче против нижнекамского «Нефтехимика». По итогу дебютного сезона вместе с клубом завершил чемпионат на итоговом десятом месте. На протяжении сезона выступал за клуб в роли одного из основных игроков, отличившись 5 забитыми голами и 2 результативными передачами.
Новый сезон начинал также в роли одного из основных игроков, чередуя матчи в стартовом составе и со скамейки запасных. Первым забитым голом в сезоне отличился 27 сентября 2023 года в матче Кубка России против саратовского «Сокола». Также вместе с клубом дошёл до четвертьфинала Кубка России, где 2 апреля 2024 года уступили московскому «Динамо», однако сам футболист остался на скамейке запасных. Своим первым забитым дублем за клуб отличился 5 октября 2024 года в матче против «Уфы». В январе 2025 года появилась информация, что футболист желает покинуть хабаровский клуб, имея предложения от «Енисея» и «Тюмени», при этом игнорируя тренировки. Позже сам сообщил, что покинул распоряжение клуба и ожидает решение ФИФА, так как ивуариец имеет действующий контракт с хабаровским клубом до конца июня 2025 года.

### БАТЭ
В начале марта 2025 года появилась информация, что футболист присоединился к борисовскому БАТЭ, с которым подпишет двухлетний контракт. Официально 14 марта 2025 года присоединился к белорусскому клубу. Дебютировал за клуб 15 марта 2025 года в матче против «Витебска», выйдя на поле в стартовом составе. Первым результативным действием за клуб отличился 5 апреля 2025 года в матче против «Молодечно-2018», отдав голевую передачу. Дебютным забитым голом за клуб отличился 2 мая 2025 года в матче против дзержинского «Арсенала».